# Johann Anton von Schullern zu Schrattenhofen

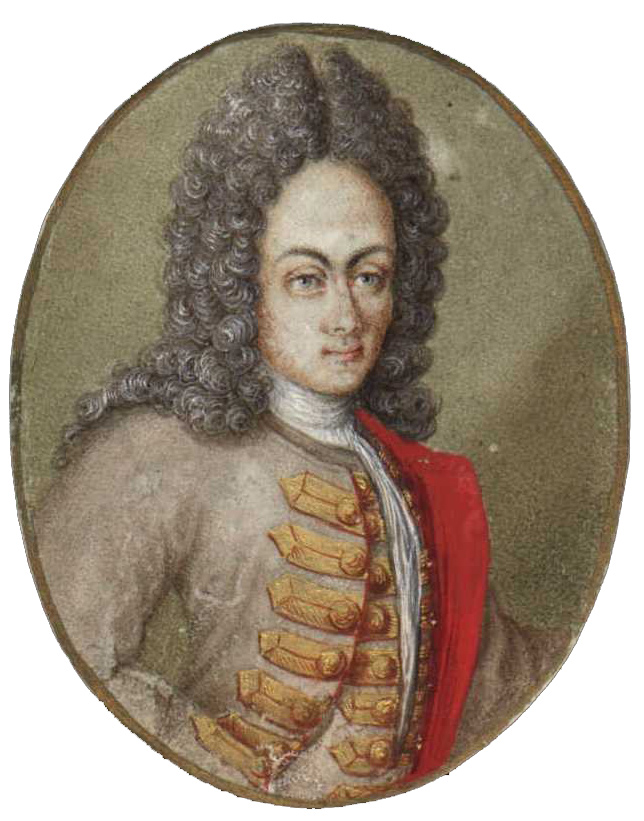
Anton Schueller Ritter von Schuellern zu Schrattenhofen (1695–1763)

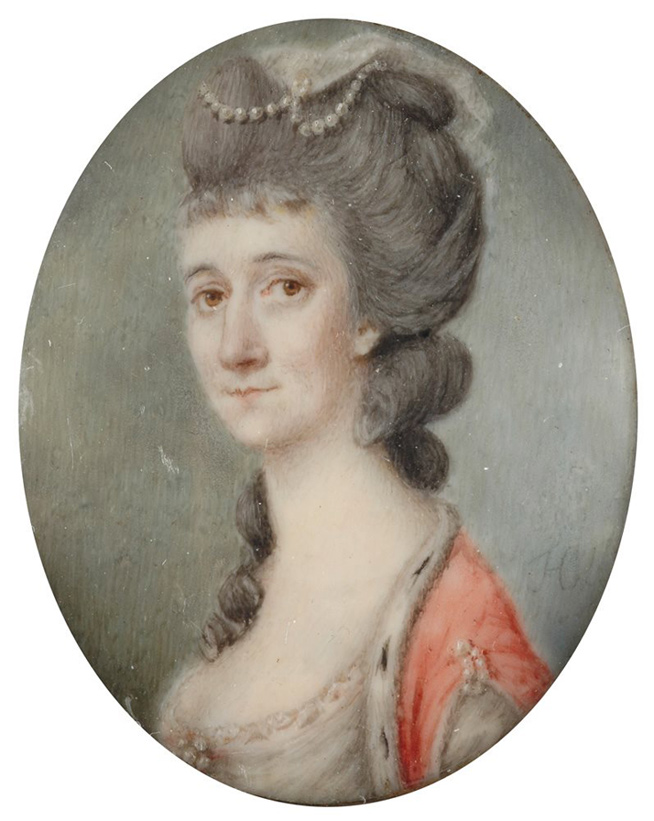
Eleonore Schullern zu Schrattenhofen geborene Lachemayr von Ehrenheim und Madlein († 1775)

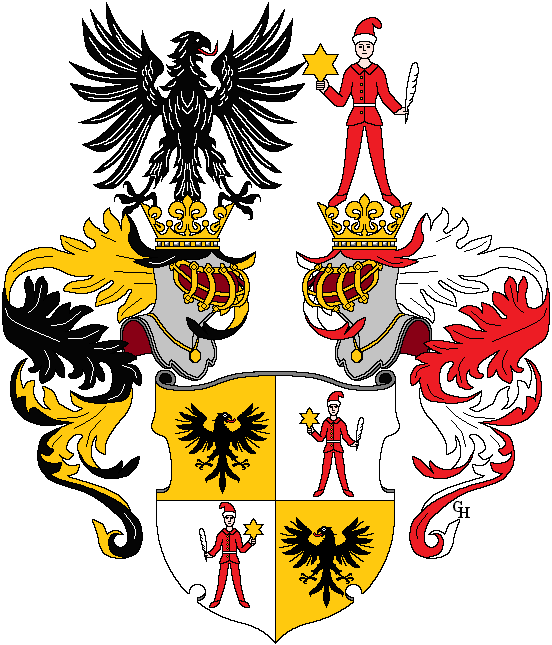
Wappen der Ritter von Schullern zu Schrattenhofen

Ritter Johann Anton Schueller von Schuellern zu Schrattenhofen (* 1695 in Schwaz; † 16. Juli 1763 in Innsbruck) war ein österreichischer Repräsentations- und Hofkammerrat aus der Familie Schullern zu Schrattenhofen aus Tirol.

## Familie
Anton Schueller (ab 1734) Ritter von Schuellern zu Schrattenhofen heiratet 1718 Catharina Eleonore, Tochter des Kaiserlichen Rates Cyriak Jakob Lachemayr zu Ehrenheimb und Madlein und der Maria Klaudia, geborene Weinhart von Thierburg und Vollandsegg. Gemeinsam hatten sie acht Töchter, wovon fünf Nonnen wurden, und einen Sohn. Der Sohn Johann Franz Jakob wurde Marschkommissär im Pustertal und Verwalter der Stiftsherrschaft Lienz.
Sein Vater Johann Schueller, war Abgeordneter der Landgemeinden des Unterinntales im Tiroler Landtag, Marktviertel-Ausschuss in Schwaz und Erbe des Schrotterhofes zu Schwaz. Er dürfte laut seiner Verlassenschaftsabhandlung aus dem Jahre 1730 zu den Ortsmagnaten gezählt haben. Während des Einfalls der Bayern und Franzosen in Tirol (1703, Bayrischer Rummel) schloss er sich freiwillig und unter Besoldung weiterer sieben Mann den Landesverteidigern an. Neben namhaften Geldsummen stellte er auch von der Miliz dringend benötigte Nahrungsgüter unentgeltlich zur Verfügung. Sein Kriegsdienst und das der sieben Männer währte zehn Monte. Johann war mit Dorothea Tannauer (aus der Familie der späteren Grafen von Tannenberg) vermählt.
Sein Großvater, Bartlmä Schueller, erscheint als Marktviertel-Ausschuss in Schwaz, ist siegelmäßig und lehensberechtigt. 1656 kauft er den Schrotterhof in Schwaz. 1665 wird er vom Churfürsten von Bayern mit zwei Zehent belehnt. In seiner Verlassenschaftsabhandlung (1689) wird ein Gesamtvermögen in der Höhe von 59.333 Gulden ausgewiesen. Er war mit Eva Holzer vermählt.

## Leben und Wirken
Anton studiert unter dem Dekanat des Franz Anton Carneri von Eben und Bergfelden an der Universität Innsbruck und graduiert am 10. Juli 1717 als utriusque iuris licentiatus.
Als Oberösterreichischer Regiments Advokat wird er von Franz Eusebius Trautson Graf zu Falkenstein zum Inspektor all seiner im Land Tirol befindlichen Herrschaften mit einer Besoldung von 300 Gulden jährlich, ernannt. 
1728 erscheint Anton als Hofkammer-Prokurator. 
1732 fungiert er als Kurator des v.Weinhart'schen Fideikommisses. 
Im Jahre 1734 wird er zum Repräsentations- und Hofkammerrat ernannt. 
Im Februar desselben Jahres übernimmt er in Wien sieben mit Gold gefüllte, für Innsbruck und Bozen bestimmte Säcke im Werte von 55.660 Gulden entgegen und geleitet diese unversehrt an den jeweiligen Bestimmungsort. 
1736 wird Anton zum interimistischen Verwalter des Geheimen reservierten Hofkasse-Filialamts in Tirol bestellt. Im Zuge des Polnischen Thronfolgekrieges wird er mehrfach zu diplomatischen Diensten eingesetzt.

## Rezeption
Im Jahr 1734 sucht Anton um die Erhebung in den Erbländischen Adelstand an. Das Gesuch wird mit der Verleihung des Reichs- und Erbländischen Ritterstandes mit dem Prädikat: „von Schuellern zu Schrattenhofen“ erledigt.
Als Dank für die 1735 geleisteten diplomatischen Dienste im Zuge des Polnischen Thronfolgekrieges erhält er von Kaiser Karl VI eine 16 Lot schwere goldene Gnadenkette mit Brillanten besetztes Bildnis des Kaisers, verliehen. Weiters schenkt der Kaiser ihm zwei Prüschstutzen mit messing-vergoldeten Beschlägen, eine Flinte, zwei Pistolen und zwei silberne Degen. 
Bei einer Begegnung mit Erzherzogin Maria Theresia schenkt diese ihm eine Tabakiere aus Porzellan mit goldenen Reifen.
Auf Betreiben Kaiserin Maria Theresia erfolgen 1751 und 1761 die Verleihung der Lehnsherrschaften Staufen und Hilzingen im Landkreis Konstanz durch das Kloster Petershausen. Nach seinem Tode gingen die Lehen auf seinen Sohn Johann Franz Jakob von Schullern zu Schrattenhofen über, der sie bis 1781 innehatte.